# 박석민 (1997년)
박석민(한국 한자: 朴碩旻, 1997년 9월 27일 ~ )은 대한민국의 축구 선수이며, 포지션은 골키퍼이다.